# Quill
Volcán Quill (también llamado Monte Mozinga o The Quill) es un estratovolcán situado en la isla de San Eustaquio en el Caribe Neerlandés. La elevación de la cumbre alcanza los 601 metros (1.972 pies) sobre el nivel del mar.
El nombre Quill, se origina en el término holandés Kuil ([kœyl]), que significa hoyo o agujero, que fue originalmente utilizado en relación con el cráter de un volcán. Quill fue designado como parque nacional por el gobierno de las Antillas Neerlandesas en 1998. Es administrado por la Fundación de Parques nacionales de San Eustaquio, que mantiene una serie de senderos para excursionistas.